# (5990) Panticapaeon
(5990) Panticapaeon ist ein Asteroid des Hauptgürtels, der am 9. März 1977 vom  sowjetisch-russischen Astronomen Nikolai Stepanowitsch Tschernych am Krim-Observatorium (IAU-Code 095) in Nautschnyj, etwa 30 km von Simferopol entfernt, entdeckt wurde.
Der Asteroid wurde nach der antiken Stadt Pantikapaion benannt, die sich an der Stelle der heutigen Stadt Kertsch auf der Halbinsel Krim befand und die Hauptstadt des Bosporanischen Reiches war.